# Goephanes minimus
Goephanes minimus là một loài bọ cánh cứng trong họ Cerambycidae.